# 日本エンバイロケミカルズ
日本エンバイロケミカルズ株式会社（にほんエンバイロケミカルズ）は、かつて存在した日本の化学品会社。大阪府大阪市西区千代崎三丁目に本社を置いていた。

## 沿革
- 1936年にドイツより活性炭製造技術を導入し、1937年に武田長兵衛商店（現:武田薬品工業）において「白鷺」ブランドの活性炭の製造販売を開始したのが始まりである。
- その後、1964年にシロアリ防除剤（防蟻剤）「キシラモン」、1971年に木材保護塗料「キシラデコール」の輸入販売を開始。研究開発を重ね、技術の高さ、品質・性能の良さに高い信頼と評価を受け、各業界においてNO.1ブランドとなる。
- 1994年には各事業を統合し、“よりよい生活環境の創造をめざして”をテーマに「生活環境事業部」を発足（日本エンバイロケミカルズの前身）。
- 2003年には、日本エンバイロケミカルズ株式会社を設立し、武田薬品工業の100%子会社として分社。
- 2005年に、武田薬品工業より大阪ガスおよび大阪ガスケミカルに全株式を譲渡して、大阪ガスグループの一員となった。
- 2015年に、大阪ガスケミカルに吸収合併され解散した。

## 事業所
本社
- 本社（大阪府大阪市西区千代崎三丁目南2番37号）

支店
- 東京事業所（東京都港区）

研究拠点
- 商品開発センター（大阪府大阪市此花区酉島五丁目11番61号）

製造拠点
- ミナベ化工株式会社（和歌山県日高郡みなべ町気佐藤173番1号）
- 伯方化学株式会社（愛媛県今治市伯方町木浦乙290番地）
- DCCC / Davao Central Chemical Corporation（ダバオ・セントラル・ケミカル株式会社）（フィリピン）
- CCB / Century Chemical Works Sdn. Bhd.（センチュリー・ケミカル株式会社）（マレーシア）
- Jacobi / Jacobi Carbons AB（ジャコビカーボンズ株式会社）（スウェーデン）

## 主要製品

### 活性炭
- ガス分離、空気中の高純度窒素分離・濃縮
  - モルシーボン (MOLSIEVON) Molecular Sieving Carbon
- 脱臭分野
  - 粒状白鷺 (SHIRASAGI) Gシリーズ
  - 粒状白鷺GM2Xシリーズ
- ダイオキシン関連
  - 白鷺DOシリーズ / 排ガス用
  - 球状白鷺DX7-3 / 排水用

### 木材保護塗料
- 業務用（塗料専門店取扱品目）
  - キシラデコール (Xyladecor)  / 屋外用油性防腐・防カビ・防虫ステイン
  - キシラデコールフォレステージ / 屋外用油性防腐・防カビ・防虫ステイン（低臭性）
  - キシラデコール やすらぎ / 屋外用油性防腐・防カビ・防虫ステイン（白木専用）
  - キシラデコール コンゾラン / 屋外用（高耐久性・水性・造膜タイプ）
  - キシラデコール インテリアファイン / 屋内用水性ステイン
  - キシラデコール インテリアファイントップコート / 屋内用美装・保護材
- 家庭用（ホームセンター取扱品目）
  - キシラデコール / 屋外用油性防腐・防カビ・防虫ステイン
  - キシラデコール 白木やすらぎ / 屋外白木用防虫・防腐塗料（白木専用）
  - コンゾラン / 屋内外木部用水性ペイント
  - 水性キシラデコールエクスリア / 屋外用水性防腐・防カビ・防虫ステイン

### シロアリ防除剤（防蟻剤）
- タケロックシリーズ（クロチアニジン配合）
  - 木部処理剤 タケロックSP20W
  - 土壌処理剤 タケロックMC50スーパー
  - 水硬化型土壌処理剤 タケロックMCブロック
- キシラモンシリーズ（クロチアニジン配合）
  - 木部処理剤 キシラモン (Xylamon) トラッド
  - 木部処理剤 水性キシラモン3W
  - 土壌処理剤 キシラモンMC
- ファーストガードシリーズ（植物由来の天然成分配合）
  - 木部処理用乳剤 ファーストガード(FIRST GUARD) WR（カプリン酸）
  - 土壌処理用粒剤 ファーストガード粒剤

### 工業用保存剤
- 工業用防腐剤
  - デルトップ シリーズ
  - スラオフ シリーズ
  - スラウト シリーズ
- 工業用防かび剤
  - コートサイド (COATCIDE) シリーズ
- 工業用防かび防藻剤
  - モニサイド (MONICIDE) シリーズ
- 殺菌剤
  - フレッシュメイト シリーズ
  - スラモニ (SLAMONIE) シリーズ
- 消臭剤
  - セブントールN (SEVENTOL) シリーズ

## 関連会社
- ミナベ化工株式会社
- 伯方化学株式会社
- DCCC / Davao Central Chemical Corporation（ダバオ・セントラル・ケミカル株式会社）
- CCB / Century Chemical Works Sdn. Bhd.（センチュリー・ケミカル株式会社）
- Jacobi / Jacobi Carbons AB（ジャコビカーボンズ株式会社）